# Buck Owens
Alvis Edgar Owens, Jr. (født 12. august 1929, død 25. marts 2006) var en amerikansk sanger og guitarist. Sammen med Merle Haggard og Owens band The Buckaroos var han med til at grundlægge den særlige Bakersfield lyd, der var  en hårdere og mere upoleret end den samtidige Nashville country. 

Buck Owens fik sit første hit i 1963 med "Act Naturally". The Beatles indspillede senere et cover af sangen med Ringo Starr på vokal. Gennem sin karriere havde Owens 21 hits på førstepladsen af Billboards Country Hitliste. Han var desuden vært for adskillige tv- og radioprogrammer.